# مقاطعة نوكس (إلينوي)
مقاطعة نوكس (بالإنجليزية: Knox County)‏ هي إحدى المقاطعات في ولاية إلينوي في الولايات المتحدة الأمريكية.

## معرض صور

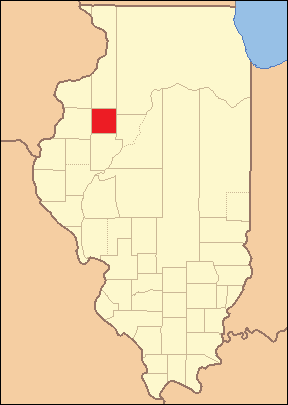
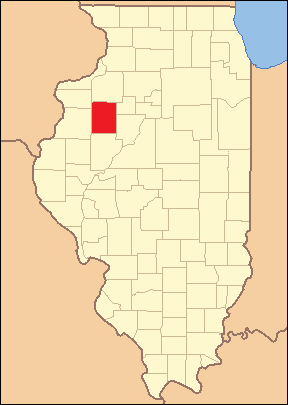
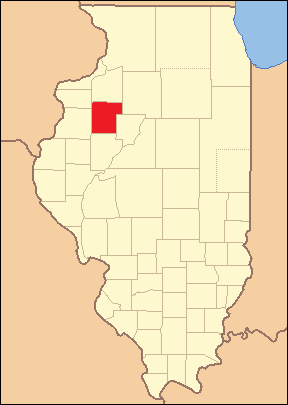